# Järvepera
Järvepera – wieś w Estonii, w prowincji Jõgeva, w gminie Palamuse.